# خافي غيريرو
خافي غيريرو (بالإسبانية: Javi Guerrero)‏ هو لاعب كرة قدم إسباني في مركز الهجوم، ولد في 22 أكتوبر 1976 في مدريد في إسبانيا. لعب مع أتلتيكو مدريد وراسينغ سانتاندير وريال جيان وريال مدريد ج وريال مدريد كاستيا وريال مدريد وريكرياتيفو وسيلتا فيغو ونادي ألباسيتي ونادي لاس بالماس.

## وصلات خارجية
- خافي غيريرو على موقع قاعدة بيانات كرة القدم.إي يو (الإنجليزية)
- خافي غيريرو على موقع Soccerway.com (الإنجليزية)
- خافي غيريرو على موقع AS.com (الإسبانية)